# Hrvatsko Selo
Hrvatsko Selo is een plaats in de gemeente Topusko in de Kroatische provincie Sisak-Moslavina. De plaats telt 333 inwoners (2001).